# Tarsonops clavis
Tarsonops clavis är en spindelart som beskrevs av Chamberlin 1924. Tarsonops clavis ingår i släktet Tarsonops och familjen Caponiidae. Inga underarter finns listade i Catalogue of Life.